# Parijs-Tours 1906
De derde editie van Parijs-Tours  werd verreden op zondag 30 september 1906. De wedstrijd had een lengte van 241 kilometer, startte in Parijs en eindigde in Tours. De wedstrijd voor het eerst in vijf jaar weer georganiseerd.
De Fransman Lucien Petit-Breton won de wedstrijd. 

## Uitslag
| Plaats  | Naam                | Tijd     |
| ------- | ------------------- | -------- |
| Winnaar | Lucien Petit-Breton | 7u55'00" |
| 2       | Louis Trousselier   | z.t.     |
| 3       | Henri Cornet        | +10'30"  |
| 4       | Eugène Christophe   | +10'50"  |
| 5       | Ernest Ricaux       | +31'30"  |
| 6       | Paul Chauvet        | z.t.     |
| 7       | Pierre Privat       | z.t.     |
| 8       | Gabriel Petit       | z.t.     |
| 9       | Edouard Wattelier   | +34'30"  |
| 10      | Eugène Delaye       | z.t.     |

1896 · 
1897 · 
1898 · 
1899 · 
1900 · 
1901 · 
1902 · 
1903 · 
1904 · 
1905 · 
1906 · 
1907 · 
1908 · 
1909 · 
1910 · 
1911 · 
1912 · 
1913 · 
1914 · 
1915 · 
1916 · 
1917 · 
1918 · 
1919 · 
1920 · 
1921 · 
1922 · 
1923 · 
1924 · 
1925 · 
1926 · 
1927 · 
1928 · 
1929 · 
1930 · 
1931 · 
1932 · 
1933 · 
1934 · 
1935 · 
1936 · 
1937 · 
1938 · 
1939 · 
1940 · 
1941 · 
1942 · 
1943 · 
1944 · 
1945 · 
1946 · 
1947 · 
1948 · 
1949 · 
1950 · 
1951 · 
1952 · 
1953 · 
1954 · 
1955 · 
1956 · 
1957 · 
1958 · 
1959 · 
1960 · 
1961 · 
1962 · 
1963 · 
1964 · 
1965 · 
1966 · 
1967 · 
1968 · 
1969 · 
1970 · 
1971 · 
1972 · 
1973 · 
1974 · 
1975 · 
1976 · 
1977 · 
1978 · 
1979 · 
1980 · 
1981 · 
1982 · 
1983 · 
1984 · 
1985 · 
1986 · 
1987 · 
1988 · 
1989 · 
1990 · 
1991 · 
1992 · 
1993 · 
1994 · 
1995 · 
1996 · 
1997 · 
1998 · 
1999 · 
2000 · 
2001 · 
2002 · 
2003 · 
2004 · 
2005 · 
2006 · 
2007 · 
2008 · 
2009 · 
2010 · 
2011 · 
2012 · 
2013 · 
2014 · 
2015 · 
2016 · 
2017 · 
2018 · 
2019 ·
2020 ·
2021 ·
2022 ·
2023 ·
2024 ·
2025